# Niklas Bolten
Niklas Bolten (* 29. März 1994 in Düsseldorf) ist ein ehemaliger deutscher Fußballtorwart.

## Karriere
Bolten kam in der Jugend 2003 vom ASV Lank zu Borussia Mönchengladbach. Als A-Jugendlicher reiste er mit der Bundesligamannschaft der Gladbacher zu zwei Auswärtsspielen in der UEFA Europa League 2012/13. In der Rückrunde der Saison 2013/14 absolvierte er für die zweite Mannschaft von Borussia Mönchengladbach zwei Spiele in der Regionalliga West. Zur Spielzeit 2015/16 wechselte Bolten zur zweiten Mannschaft des VfB Stuttgart.
Am 5. Dezember 2015 gab er mit dem VfB II am 19. Spieltag der Saison 2015/16 in der 3. Profi-Liga gegen den SV Wehen Wiesbaden sein Profidebüt. Mit der Stuttgarter Reserve stieg er 2016 aus der 3. Liga in die Regionalliga Südwest ab. Nach der Saison 2016/17 wurde sein Vertrag nicht verlängert und er war zunächst vereinslos. Im Januar 2018 schloss sich Bolten dem Nordost-Regionalligisten FSV Union Fürstenwalde an, den er am Saisonende wieder verließ. Anschließend beendete er seine Karriere.
Im Jahr 2018 begann er ein Psychologie-Studium an der Fernuniversität in Hagen. Bolten lebt derzeit in Berlin.